# Pita (piłkarz)
Pita, właśc. Edvaldo Oliveira Chaves (ur. 4 sierpnia 1958 w Nilópolis) – brazylijski trener i piłkarz, który występował na pozycji ofensywnego pomocnika. W latach 1980–1987 reprezentant Brazylii.

## Kariera klubowa
Karierę piłkarską rozpoczynał w klubie Santos FC, gdzie grał w latach 1976–1984. W Santosie 27 listopada 1977 w przegranym 1:4 meczu z Uberaba SC Pita zadebiutował w lidze brazylijskiej. Z Santosem zdobył mistrzostwo stanu São Paulo – Campeonato Paulista w 1978. W latach 1984–1988 występował w São Paulo FC. Z São Paulo zdobył mistrzostwo Brazylii 1986 oraz dwukrotnie mistrzostwo stanu w 1985 i 1987. W latach 1987–1988 Pita występował we Francji w Racingu Strasbourg. Po powrocie do Brazylii występował w Guarani FC. W Guarani 6 grudnia 1989 w przegranym 1:2 meczu z Vitórią Salvador Pita po raz ostatni wystąpił w lidze. Ogółem w latach 1977–1989 w lidze brazylijskiej wystąpił w 176 meczach i strzelił 26 bramek. W latach 1990–1993 występował w Japonii w Hiroshimie Fujita i Nagoyi Grampus. Karierę zakończył w 1994 w Internacionalu Limeira.

## Kariera reprezentacyjna
W reprezentacji Brazylii zadebiutował 27 sierpnia 1980 w wygranym 1:0 towarzyskim meczu z reprezentacji Urugwaju. Ostatni raz w reprezentacji Pita wystąpił 12 grudnia 1987 w zremisowanym 1:1 towarzyskim meczu z reprezentacji RFN. Ogółem w reprezentacji wystąpił 7 razy.
W 1987 Pita z reprezentacją Brazylii zdobył złoty medal Igrzysk Panamerykańskich.